# 鄭文燦

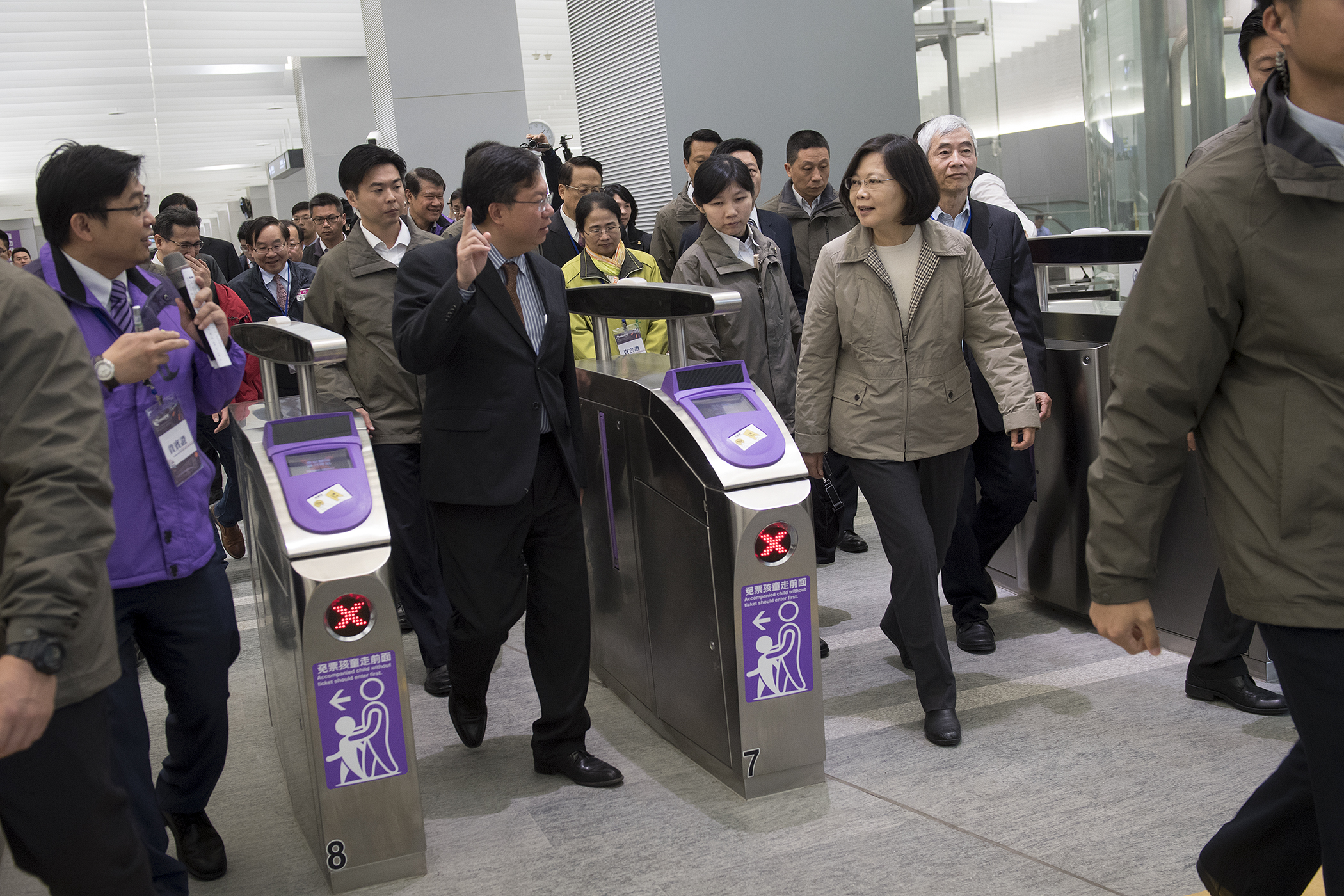
交通部長賀陳旦、総統蔡英文とともに桃園機場捷運に試乗する鄭（2017年1月）

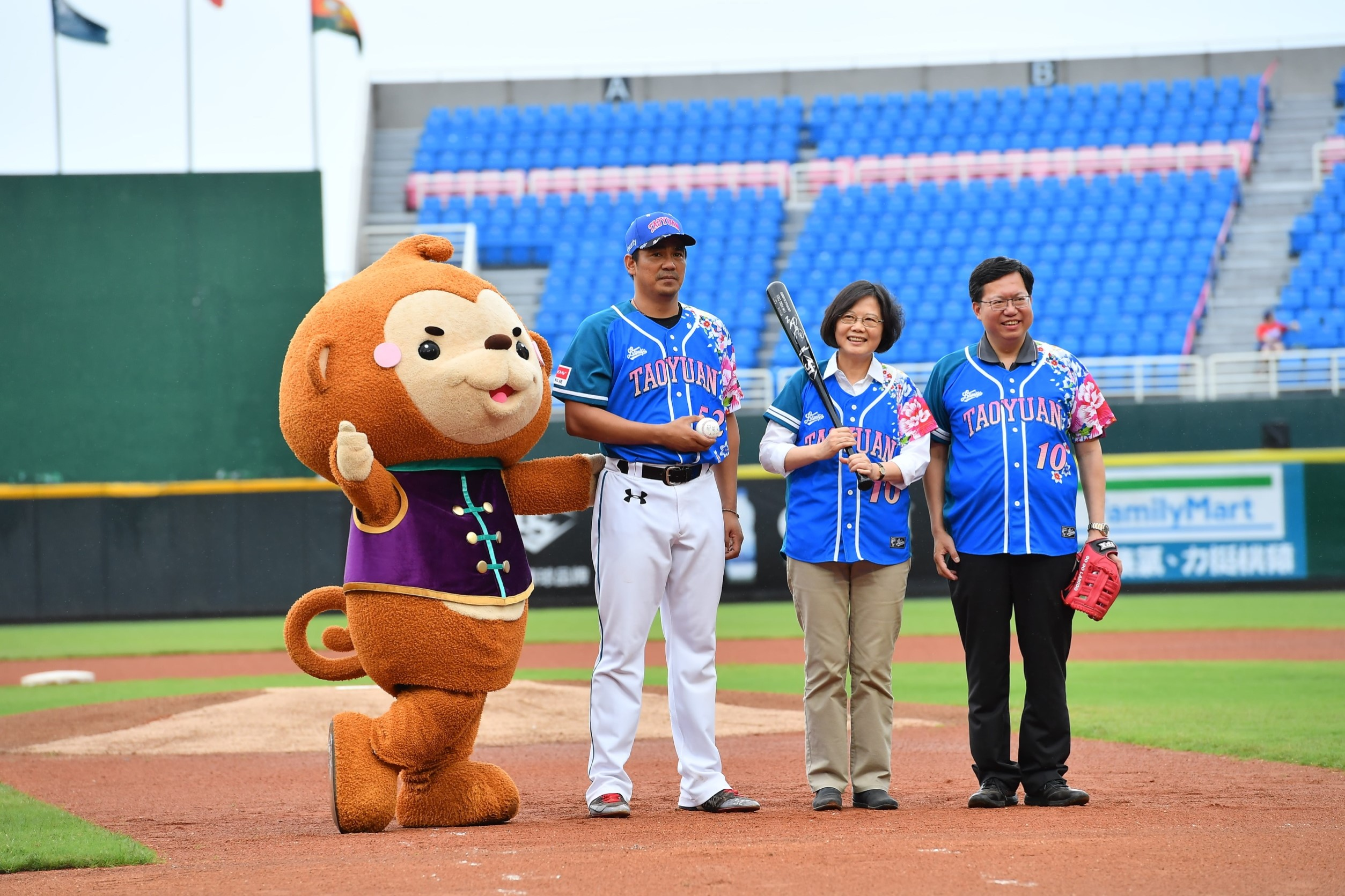
Lamigoモンキーズの始球式で総統蔡英文に同伴する鄭（2016年5月）

鄭 文燦（てい ぶんさん、チェン・ウェンツァン、1967年〈民国56年〉7月6日 - ）は、中華民国（台湾）の政治家（民主進歩党所属）。行政院副院長。前・桃園市長。

## 学歴
- 桃園県立大安国民小学
- 桃園市立八徳国民中学（中国語版）
- 台北市立建国高級中学
- 国立台湾大学電機工学系
- 同社会学系[4]
- 同国家発展研究所碩士[5]剥奪

### 学生時代
- サークル「台大学生報社」第1期のサークル長（1988-89）で学内刊行物出版に携わったほか、別サークルで学内サークル全体を取りまとめる「台湾研究社」の初代サークル長も兼任。
- 台大学生会副会長（1989-90）任期期間中は学生会の自治規定である「学生憲章」を完成させた。
- 1989年2月28日の二二八事件記念日には犠牲者である台大学長林茂生（中国語版）の追悼式典開催に携わり、同年9月28日には学生と教授による街頭パレードを挙行、大学法改正、学生自治の遂行、自主性の訴求に奮闘した。
- 1990年3月の野百合学運では意思決定小部会のメンバーとして、国民大会解散などの4つの提言を提出し、2年後の改選に結実した。

卒業後の徴兵時期には中華民国国軍聯合後勤司令部に配属されている。

## 参謀経歴
- 1991年 - 陳菊、林濁水（中国語版）、蘇煥智（中国語版）、楊秋興らが当選した国民大会代表でのスポークスマンに就任。
- 1992年 - 新国民大会聯合研究室（後に「新国会政策研究中心」に改称）研究員として工会法、労工法改正法案を提出。同年邱垂貞（中国語版）立委弁公室主任に就任し桃園航空城構想を提出。[6]
- 1993年 - 高植澎澎湖県長選挙事務所広報就任。
- 1994年 - 陳定南（中国語版）台湾省長選挙事務所広報就任
- 1997年 - 呂秀蓮桃園県長選挙事務所青年団。
- 2004年 - 陳水扁、呂秀蓮陣営で2004年中華民国総統選挙選挙事務所新聞部主任。

## 公職・党職
- 1998年 - 第8代桃園県議会選挙で第三選挙区（八徳市）で立候補、県内最高得票の9163票を得て県議に当選[7]
- 2000年 - 桃園県議会民進党党団幹事長。
- 2003年 - 民主進歩党広報部（文宣部）副主任。
- 2004年5月 - 同党文宣部主任。[8]
- 2006年1月 - 行政院新聞局局長と行政院報道官を兼任。新聞局長の任期内で台湾映画発展を強力に推進[9]。
- 2007年4月 - 台湾電視公司の株式上場時、株を保有していた日本のフジテレビに台湾メディアの自由時報への売却を打診したとされ、メディアへの政治介入との批判を招き、辞職に追い込まれた。その後行政院政務顧問に転任[10]。
- 同年10月 - 海峡交流基金会副秘書長。
- 2008年5月 - 党文宣部主任に再任。同年謝長廷、蘇貞昌陣営で総統選挙事務所新聞部主任、スポークスマン。
- 2009年9月 - 党組織部主任に転任するも12月桃園県長選挙に出馬、落選。その後党本部中央主席室特別助理、党本部スポークスマン、党桃園県支部主任委員を兼任。
- 2011年 - 第八回中華民国立法委員選挙で第八代桃園県第一選挙区立法委員の公認候補となる。
- 2013年5月 - 党の中国事務委員会スポークスマン就任[11]。
- 2014年11月 - 六都選挙で初代桃園直轄市長に当選[12][13]。
- 2018年11月 - 九合一選挙で再選[14]。
- 2024年6月 - 海峡交流基金会理事長。
- 2024年7月6日 - 桃園地方検察署は、鄭を収賄などの容疑で逮捕したと発表した。裁判所は保釈を認める決定を行った[15]。7日、海峡交流基金会は鄭が理事長を辞任したと発表[16]。11日、桃園地方法院は鄭の収監を決定した。保釈決定を不服とする検察の抗告を受けて高等法院が地方法院に差し戻していた[17]。8月27日、鄭を収賄罪で起訴[18]。

## 桃園市長

### 主な施政実績
姉妹都市・友好都市締結
- 加賀市（石川県）[19]
- 香川県[20]
- 千葉県[21][22]
- 成田市（千葉県）[23]
- カリフォルニア州サンバーナーディーノ郡[24]
- ラマト・ガン[25]

市関連施設・企業友好提携
- 成田国際空港株式会社 - 桃園国際機場公司と[26][27]。
- 関西エアポート・南海電鉄 - 桃園国際機場公司・桃園捷運公司と[28]。

その他
桃園捷運公司筆頭株主である市政府の首長として、安全基準を下げることなく桃園機場捷運を開業に漕ぎ着けた。
高架化が決まっていた台鉄縦貫線立体化事業を地下化推進に切り替えた。また、市内鉄道網整備（桃園捷運）でも政府から多くの認可を勝ち取っている。
市議会は国民党が多数派で難しい舵取りを迫られることも多いが、2016年12月20日発表の満足度調査では6大直轄市でトップの施政満足度を、市長個人での満足度でも頼清徳、陳菊に次いで60%弱の評価を得ている。
ラバーダックが桃園市で展示されたときに美観を損ねるとの苦情が相次いだのを受けて、電線の地中化を推進することになった。
新型コロナウィルス
防疫対応では空の玄関口となる桃園国際空港を抱えながらも、2020年4月に行われた遠見雑誌による民調では70%超の満足度となり、6市長のうち3番目の高評価だった。

### 論争
- 2015年1月20日 - 6名の消防士も殉職した桃園市新屋区ボーリング場火災事故で視察時にFacebookでの状況報告と追悼文をアップロードしたが一部市民から不謹慎と批判された[33]。その後「当時はメディアも来ておらず第一報を発信する形となった。今後同様の事態になれば、市政府新聞処の専門スタッフによる速報体制に一任する。」と事実上の謝罪に追い込まれた[34]。

### 施政評価
市長に対する市政満足度と施政評価調査の結果、評価は以下のようになっている。1期目初期はさほど高くなかったが、高雄・台南市長として高評価だった頼清徳や陳菊が中央政界に去って以降は評価ポイントも順位も上がりつつある。
遠見雑誌（毎年5月末に発表）
- 2015年が満足度56.1、施政68.0、星は4[35]
- 2016年が満足度68.8、施政70.9、星は4.5[36]
- 2017年が満足度70.5、施政72.6、星は5[37]
- 2018年が満足度77.9、施政74.5、星は5[38]
- 2019年が満足度77.7、施政77.1、星は5[39]
- 2020年が満足度84.8、施政79.0、星は5[40][注 2]

天下雑誌（毎年9月発表）
- 2015年が施政満足度60.11[41]
- 2016年が施政満足度61.10（六都3位、全22県市中13位）[42]
- 2017年が施政満足度69.45（六都1位、全22県市中4位）[43]
- 2018年が施政満足度68.74（六都1位、全22県市中4位）[44]
- 2019年が施政満足度74.47（六都1位、全22県市中4位）[45]

## 日本との関係
上述の通り日本との友好関係構築に積極的なほか、2016年熊本地震では他の民進党系首長と同じく報酬の1ヶ月分を被災地に寄贈。また、桃園市政府消防局特捜大隊（レスキュー隊）及び災害救助犬をいつでも派遣可能な態勢を整えた。
設立50周年を迎えたYKK台湾法人の記念式典で来賓として登壇、祝辞を送ったほか、董事長に名誉市民証を授与した。日本統治時代に建立、近年修復された桃園神社については今後の歴史的遺産として活用する考えを示している。

## 逸話
台大には電気工学部に入学するも、社会学部に鞍替えしたことについて、同党立法委員で大学の先輩でもある邱太三に「クラスメートの女子の後を追いかけて社会学部に転入した」と暴露されている。ただし対外的には「台湾では1人の技術者であるよりも1人の社会の変革者を必要としていると感じた」ことをその理由としている。
妻は環保署の技術者。結婚は文燦が政治活動に専念する契機となった。
2009年の桃園県長選挙時、公認過程で紆余曲折があり公示日が迫っていた中で総統の蔡英文が鄭に白羽の矢を立てることとなった。
鄭の参選声明は「庶民台湾、勇敢承擔」と赤壁の戦いを捩ったものだった。
また、映画《レッドクリフ》の台詞「困難に立ち向かうために勇気を振り絞る（要用無比的勇氣來對抗困難）」などを引用している
蔡は鄭を武双全（台湾映画「双全」での主人公）や三国志の周瑜に喩えたが、本人は「現在オーバーウェイトで『胖周瑜』だ。」と自嘲している（「胖」は太った人物を「ふとっちょ」と揶揄する表現）。また、15,000人以上の有権者名簿の姓名を覚えているという記憶力を持ち、蔡は鄭に対し「人間PDA」と評していた。

## 選挙歴

### 2009年桃園県長選挙

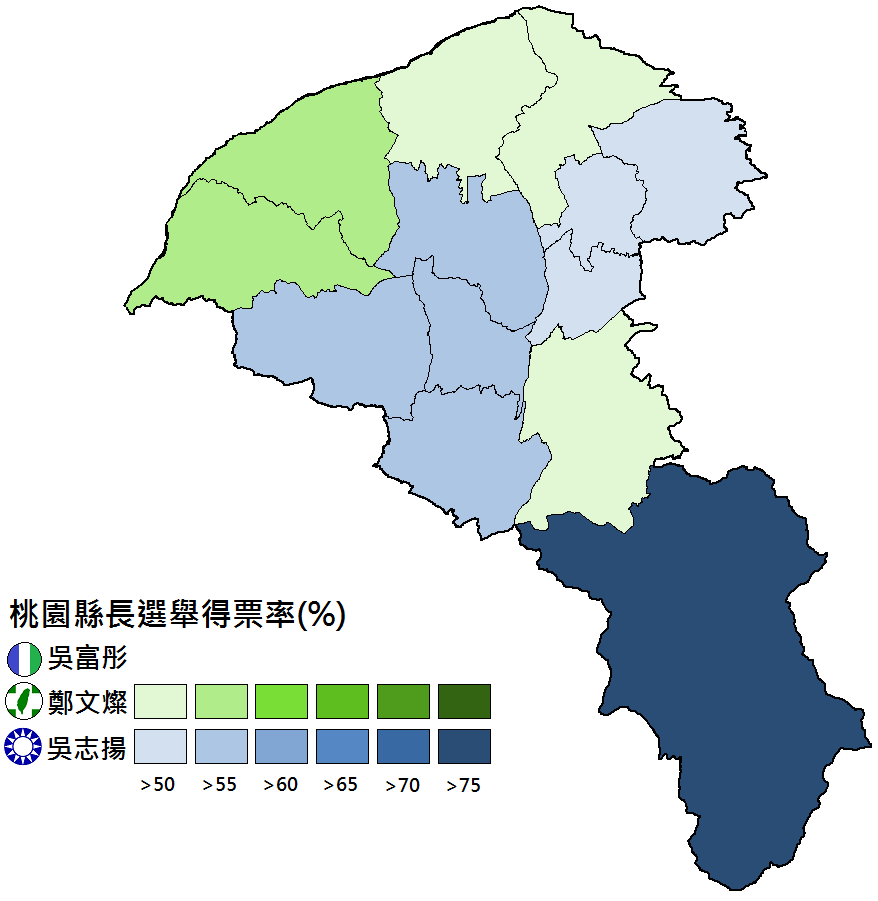
2009年桃園県長選挙得票分布。

党幹部の要請により、急遽2009年の統一地方選挙に出馬することになった。選挙活動は58日間しかなく4万9,000票あまりの僅差で国民党名誉主席で呉伯雄を父にもつ呉志揚に惜敗するも、得票率では46%に迫る善戦ぶりだった。これは特に伝統的に国民党が強い桃園県においては党の過去最高の得票率であり、新世代の中心人物へと上り詰めることになる。その後新総統となる蔡英文はこの件を「鄭文燦58日間の奇跡（鄭文燦的五十八天奇蹟）」と評した。
| 2009年桃園県県長選挙結果 | 2009年桃園県県長選挙結果 | 2009年桃園県県長選挙結果 | 2009年桃園県県長選挙結果 | 2009年桃園県県長選挙結果 | 2009年桃園県県長選挙結果 | 2009年桃園県県長選挙結果 |
| 候補者番号               | 候補者名                 | 政党                     | 得票数                   | 得票率                   | 当落                     |                          |
| ------------------------ | ------------------------ | ------------------------ | ------------------------ | ------------------------ | ------------------------ | ------------------------ |
| 1                        | 呉富彤 （吳富彤）        | 客家党                   | 15,807                   | 2.08%                    |                          |                          |
| 2                        | 鄭文燦                   | 民主進歩党               | 346,678                  | 45.69%                   |                          |                          |
| 3                        | 呉志揚                   | 中国国民党               | 396,237                  | 52.22%                   |                          |                          |
| 有権者数                 | 有権者数                 | 有権者数                 | 1,437,190                | 1,437,190                | [ 56 ]                   |                          |
| 投票数                   | 投票数                   | 投票数                   | 772,180                  | 772,180                  | [ 56 ]                   |                          |
| 有効票                   | 有効票                   | 有効票                   | 758,722                  | 758,722                  | [ 56 ]                   |                          |
| 無効票                   | 無効票                   | 無効票                   | 13,458                   | 13,458                   | [ 56 ]                   |                          |
| 投票率                   | 投票率                   | 投票率                   | 53.73%                   | 53.73%                   | [ 56 ]                   |                          |

### 2012年桃園県立法委員選挙
2012年立法委員選挙で地元桃園県選挙区（蘆竹郷、亀山郷、一部の桃園市域）から出馬するも国民党のベテラン議員に2万票差で敗れ、5選を許すことになった。。
| 候補者番号 | 党籍       | 姓名   | 得票    | 得票率 | 当選 |
| 1          | 民主進歩党 | 鄭文燦 | 82,820  | 44.65% |      |
| 2          | 中国国民党 | 陳根徳 | 102,648 | 55.35% |      |

### 2014年桃園市市長選挙

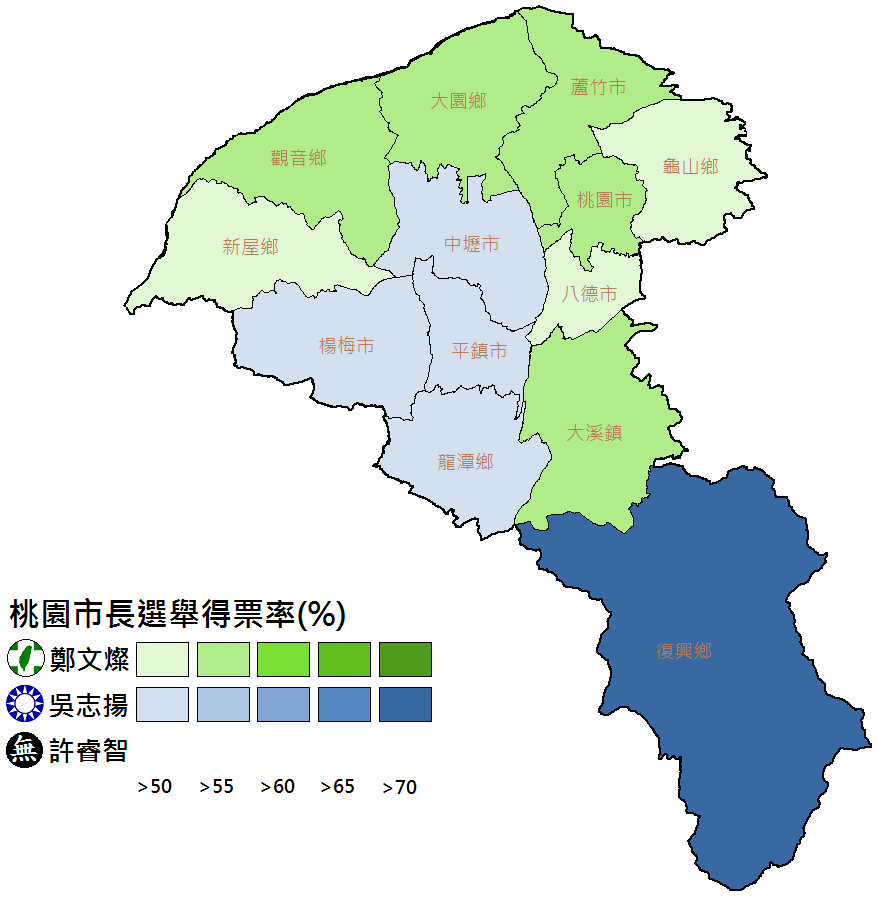
2014年桃園市長選挙得票分布。

下馬評では圧倒的に有利だった現職の呉が3万票差の僅差で敗れ、メディアは「十大不可思議」と評した。直轄市長選挙において47歳での当選は、陳水扁が台北市長に当選を果たした44歳時に次いで史上2番目に若かった。
| 2014年桃園市長選挙結果 | 2014年桃園市長選挙結果 | 2014年桃園市長選挙結果 | 2014年桃園市長選挙結果 | 2014年桃園市長選挙結果 | 2014年桃園市長選挙結果 | 2014年桃園市長選挙結果 |
| 候補者番号             | 候補者名               | 政党                   | 得票数                 | 得票率                 | 当落                   |                        |
| ---------------------- | ---------------------- | ---------------------- | ---------------------- | ---------------------- | ---------------------- | ---------------------- |
| 1                      | 鄭文燦                 | 民主進歩党             | 492,414                | 51.00%                 |                        |                        |
| 2                      | 呉志揚                 | 中国国民党             | 463,133                | 47.97%                 |                        |                        |
| 3                      | 許睿智                 | 無所属                 | 10,003                 | 1.03%                  |                        |                        |
| 有権者数               | 有権者数               | 有権者数               | 1,568,713              | 1,568,713              | [ 61 ]                 |                        |
| 投票数                 | 投票数                 | 投票数                 | 984,099                | 984,099                | [ 61 ]                 |                        |
| 有効票                 | 有効票                 | 有効票                 | 965,490                | 965,490                | [ 61 ]                 |                        |
| 無効票                 | 無効票                 | 無効票                 | 18,609                 | 18,609                 | [ 61 ]                 |                        |
| 投票率                 | 投票率                 | 投票率                 | 62.73%                 | 62.73%                 | [ 61 ]                 |                        |

### 2018年桃園市長選挙

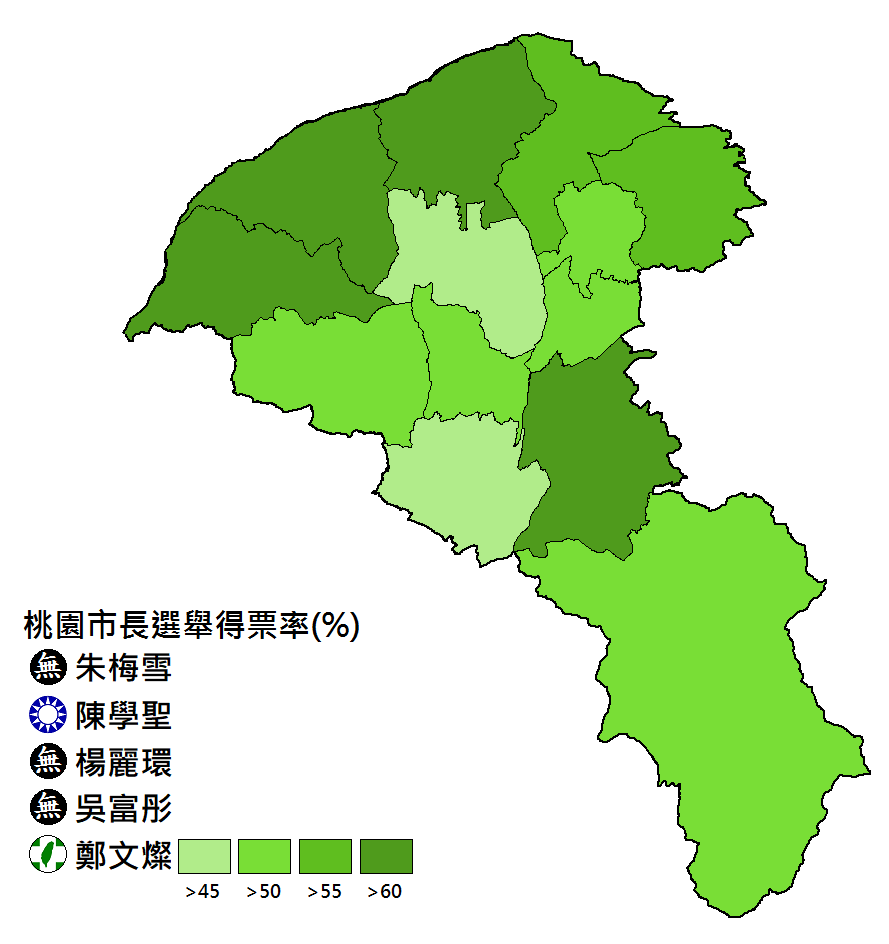
桃園市長選挙得票分布。

| 2018年桃園市長選挙結果 | 2018年桃園市長選挙結果 | 2018年桃園市長選挙結果 | 2018年桃園市長選挙結果 | 2018年桃園市長選挙結果 | 2018年桃園市長選挙結果 | 2018年桃園市長選挙結果 |
| 候補者番号             | 候補者名               | 政党                   | 得票数                 | 得票率                 | 当落                   |                        |
| ---------------------- | ---------------------- | ---------------------- | ---------------------- | ---------------------- | ---------------------- | ---------------------- |
| 1                      | 朱梅雪                 | 無所属                 | 18,200                 | 1.76%                  |                        |                        |
| 2                      | 陳学聖                 | 中国国民党             | 407,234                | 39.42%                 |                        |                        |
| 3                      | 楊麗環                 | 無所属                 | 51,518                 | 4.99%                  |                        |                        |
| 4                      | 呉富彤                 | 無所属                 | 3,867                  | 0.37%                  |                        |                        |
| 5                      | 鄭文燦                 | 民主進歩党             | 552,330                | 53.46%                 |                        |                        |
| 有権者数               | 有権者数               | 有権者数               | 1,732,591              | 1,732,591              | [ 64 ]                 |                        |
| 投票数                 | 投票数                 | 投票数                 | 1,050,527              | 1,050,527              | [ 64 ]                 |                        |
| 有効票                 | 有効票                 | 有効票                 | 1,033,149              | 1,033,149              | [ 64 ]                 |                        |
| 無効票                 | 無効票                 | 無効票                 | 17,378                 | 17,378                 | [ 64 ]                 |                        |
| 投票率                 | 投票率                 | 投票率                 | 60.63%                 | 60.63%                 | [ 64 ]                 |                        |